# Сапега, Евстафий Каетан
Князь Евстафий Каетан Сапега (пол. Eustachy Kajetan Sapieha, 7 августа 1797 — 16 ноября 1860) — польский аристократ, участник Ноябрьского восстания (1830—1831), видный деятель эмигрантского движения.

## Биография
Представитель ружанской линии литовского магнатского рода Сапег герба «Лис». Единственный сын генерала литовского артиллерии князя Франциска Сапеги (1772—1829) и Пелагеи Розы Потоцкой (1775—1846).
В молодости Евстафий Каетан Сапега служил русской кавалерии, затем вышел в отставку и выехал за границу. Путешествовал по Европе и поселился в Великобритании, где получил гражданство, сохранив княжеский титул.
В 1829 году после смерти своего отца Евстафий Каетан Сапега унаследовал его обширные владения в Белоруссии.
В 1830-1831 годах участвовал в Ноябрьском восстании в Царстве Польском против русского владычества. Евстафий Каетан Сапега в чине подпоручика служил в штабе польского главнокомандующего, генерала Яна Скржинецкого. В октябре 1831 года после подавления восстания вместе с польским штабом бежал в Пруссию, а оттуда эмигрировал во Францию. В ноябре 1831 году был награждён золотым крестом Virtuti Militari.
В эмиграции был тесно связан с Отелем Ламберт в Париже, политическом штабе и культурном центре польской диаспоры во Франции.

## Семья
Евстафий Каетан Сапега был дважды женат. 21 декабря 1822 года женился на Марии Паттен Больд (1795—1824), от брака с которой детей не имел.
В 1842 году вторично женился на графине Розалии Юлии Мостовской (1809—1864), фрейлине двора (1829), дочери графа Тадеуша Антония Мостовского (1766—1842) и Марианны Потоцкой (1780—1837). Дети:
- Евстафий Франтишек Сапега (7 октября 1836 — 23 декабря 1909), жена Адела Кларисса, дочь Франциска Карона и Клариссы Бланк
- Анна Мария Аниела Сапега (18 сентября 1843 — 10 декабря 1919), жена с 1862 года графа Владислава Браницкого (ум. 1884)
- Ян Павел Александр Сапега (18 июня 1847 — 25 октября 1901), жена с 1877 года Северина Мария Уруская (1860—1931), дочь графа Северина Уруского.

Был похоронен на кладбище Монмартр в Париже.